# Falling (chanson de Harry Styles)
Pour les articles homonymes, voir Falling.
Singles de Harry Styles
Adore You
(2019) Watermelon Sugar
(2020)
Clip vidéo
[vidéo] « Falling », sur YouTube
Falling est une chanson du chanteur anglais Harry Styles, sortie le 7 mars 2020 sous les labels Erskine et Columbia Records comme le troisième single de son album Fine Line. 

## Clip
Le clip, réalise par Dave Meyers, est sorti le 28 février 2020,. Le clip vidéo met en scène le chanteur anglais jouant du piano et chantant dans une pièce qui est submergée petit à petit par l'eau.[réf. nécessaire]

## Performance live
Le 18 février 2020, Styles chante le titre pour la première fois aux Brit Awards, rendant également hommage à Caroline Flack,. 

## Classements et certifications

### Classements hebdomadaires
| Classement (2019-20)               | Meilleure position |
| ---------------------------------- | ------------------ |
| Australie (ARIA)                   | 35                 |
| Belgique (Wallonie Ultratip 50)    | Tip                |
| Canada (Hot 100)                   | 55                 |
| Corée du Sud (Gaon)                | 157                |
| Croatie (HRT)                      | 21                 |
| Écosse (OCC)                       | 6                  |
| États-Unis (Hot 100)               | 62                 |
| États-Unis (Rolling Stone Top 100) | 34                 |
| Grèce (IFPI)                       | 51                 |
| Irlande (Irish Singles Chart)      | 22                 |
| Lituanie (AGATA)                   | 33                 |
| Mexique (Mexico Inglés Airplay)    | 13                 |
| Nouvelle-Zélande (RMNZ)            | 24                 |
| Pays-Bas (Single Top 100)          | 119                |
| Portugal (AFP)                     | 43                 |
| Royaume-Uni (UK Singles Chart)     | 15                 |
| Slovaquie (IFPI Singles Digitál)   | 74                 |
| Suède (Sverigetopplistan)          | 81                 |
| Tchéquie (IFPI Singles Digitál)    | 69                 |

### Certifications
| Pays                                                                       | Certifications | Ventes   |
| -------------------------------------------------------------------------- | -------------- | -------- |
| Australie (ARIA)                                                           | Platine        | 70 000‡  |
| États-Unis (RIAA)                                                          | Or             | 500 000‡ |
| Nouvelle-Zélande (RMNZ)                                                    | Or             | 15 000‡  |
| Royaume-Uni (BPI)                                                          | Or             | 400 000‡ |
| xNon précisé par la certification ‡ventes/streaming selon la certification |                |          |

## Reprises
Shania Twain reprend Falling dans ses Spotify Singles en mars 2023.